# Starodub
Starodub è una città della Russia europea sudoccidentale (Oblast' di Brjansk), situata nel bassopiano del fiume Desna sulle sponde del suo affluente Babinec, 149 km a sud del capoluogo Brjansk; dipende amministrativamente dallo Starodubskij rajon, del quale è capoluogo.

## Società

### Evoluzione demografica
Fonte: mojgorod.ru
- 1897: 12.500
- 1926: 10.900
- 1939: 12.600
- 1959: 11.700
- 1979: 17.200
- 1989: 18.900
- 2007: 18.500